# Sepp Resnik

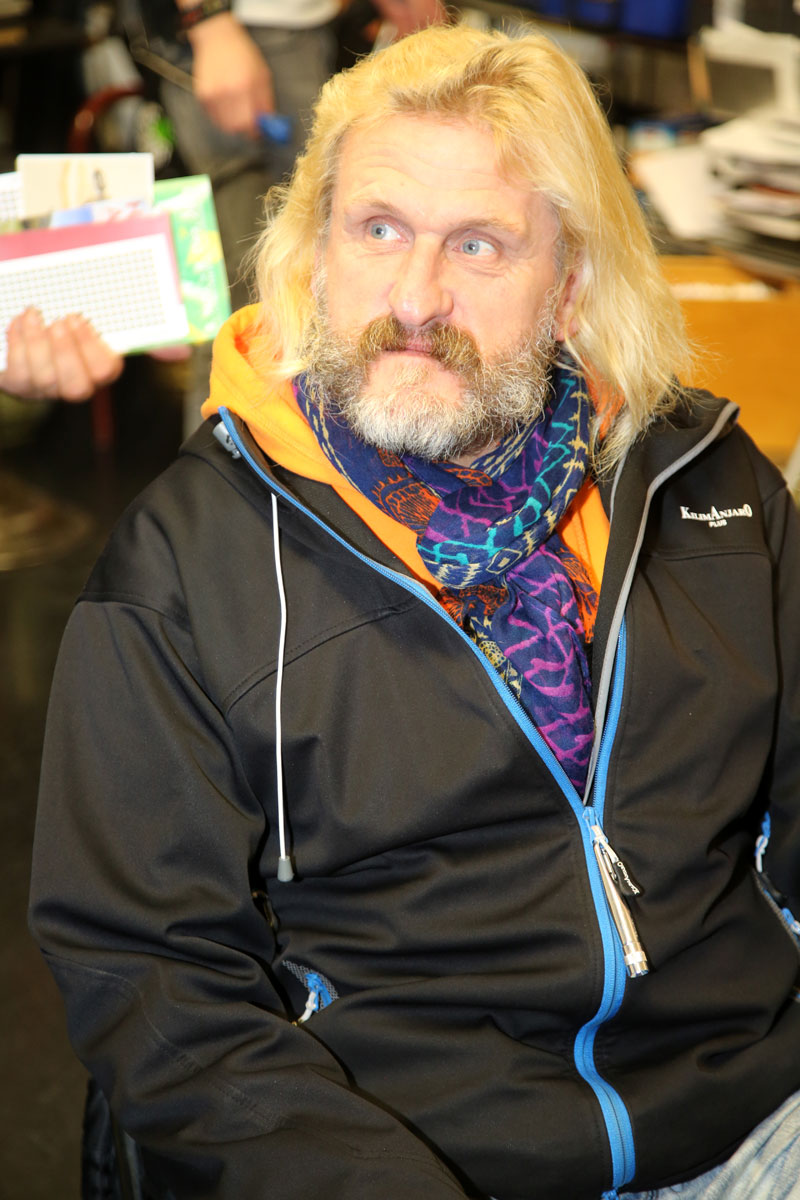
Sepp Resnik (2013)

Sepp Resnik (* 1953 in Graz) ist ein österreichischer Soldat und Extremsportler.

## Leben
Sepp Resnik maturierte 1976 am Bundesrealgymnasium für Berufstätige an der Theresianischen Militärakademie, wurde mit 17 Jahren Soldat, absolvierte später die Jagdkommandoausbildung und wurde Offizier des Österreichischen Bundesheeres. Danach war er jahrelang im Nationalteam für Militärischen Fünfkampf. 1984 nahm er erstmals am Ironman Hawaii teil und ist seitdem bei immer extremeren Events dabei, bei Doppel- und Mehrfachironmans. Mehrmals umrundete er auf dem Rad die Welt. Beruflich erlangte er den Dienstgrad eines Obersts. Nach seiner Pensionierung betreute er den Tennisprofi Dominic Thiem.
Im Jahr 2011 war Resnik Promicamper beim Starmagazin PINK!.
Resnik ist Gründer der World Extreme Run Challenge, einem Laufevent auf der Streif.

## Publikationen
- 1988: Ironman: vom Sinn des Wahnsinns Triathlon, gemeinsam mit Wolfgang Prinz, unter Mitarbeit von Herbert Völker und Toni Mathis, Orac Verlag, Wien 1988, ISBN 978-3-7015-0150-2